# I. e. 556
Évszázadok: i. e. 7. század – i. e. 6. század – i. e. 5. század
Évtizedek: i. e. 600-as évek – i. e. 590-es évek – i. e. 580-as évek – i. e. 570-es évek – i. e. 560-as évek – i. e. 550-es évek – i. e. 540-es évek – i. e. 530-as évek – i. e. 520-as évek – i. e. 510-es évek – i. e. 500-as évek
Évek: i. e. 561 – i. e. 560 – i. e. 559 – i. e. 558 –  i. e. 557 – i. e. 556 – i. e. 555 – i. e. 554 – i. e. 553 – i. e. 552 – i. e. 551

## Események
- Az 56. olümpiai játékok
- Khilón ephorosz Spártában
- Megdöntik Aiszkhinészt, az utolsó sziküóni türannoszt (i. e. 556/555)

## Halálozások
- Nergal-sar-uszur babiloni király
- Lábási-Marduk kijelölt babiloni király